# Élevage laitier

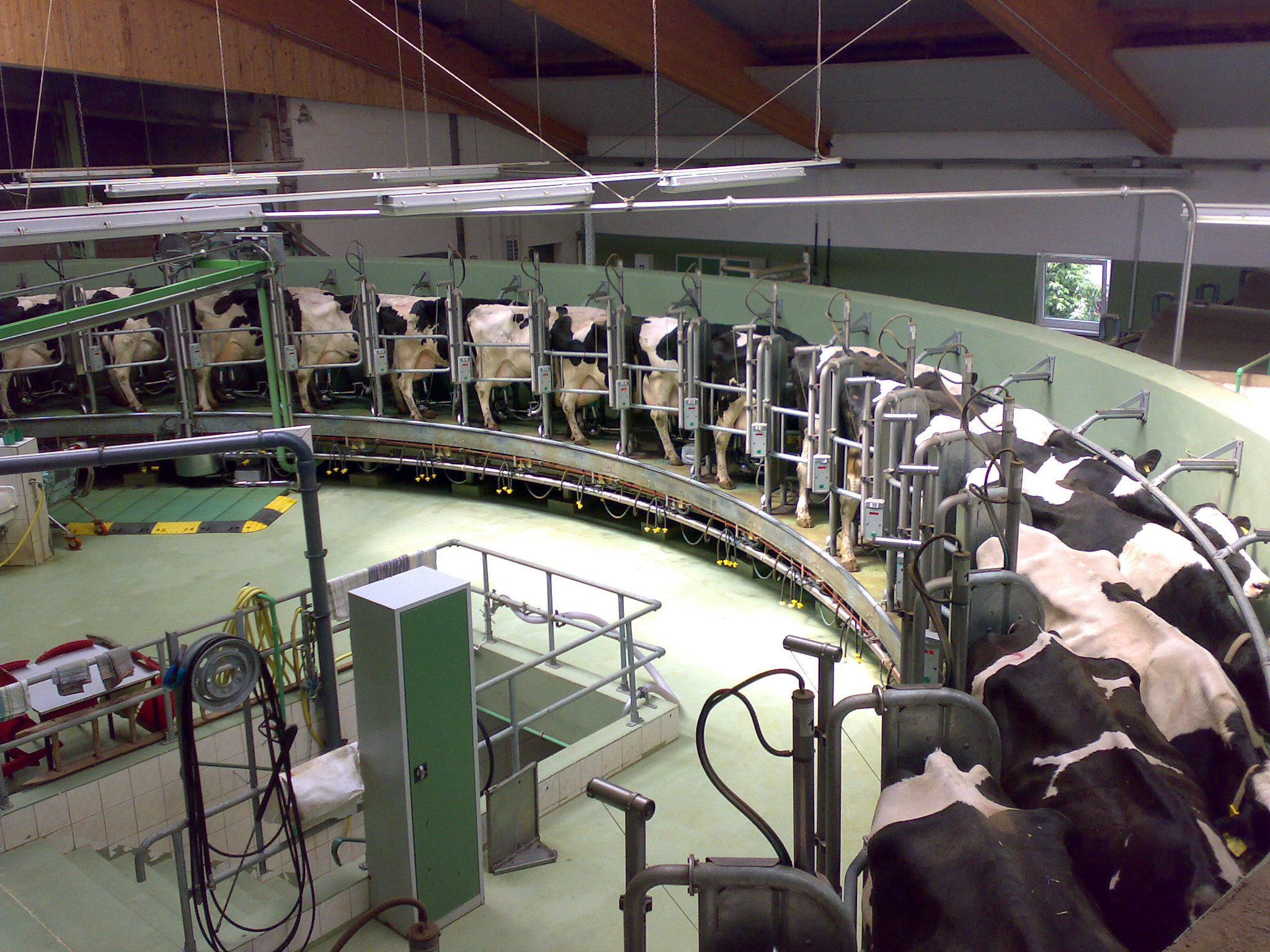
Salle de traite rotative dans un élevage industriel en Allemagne.

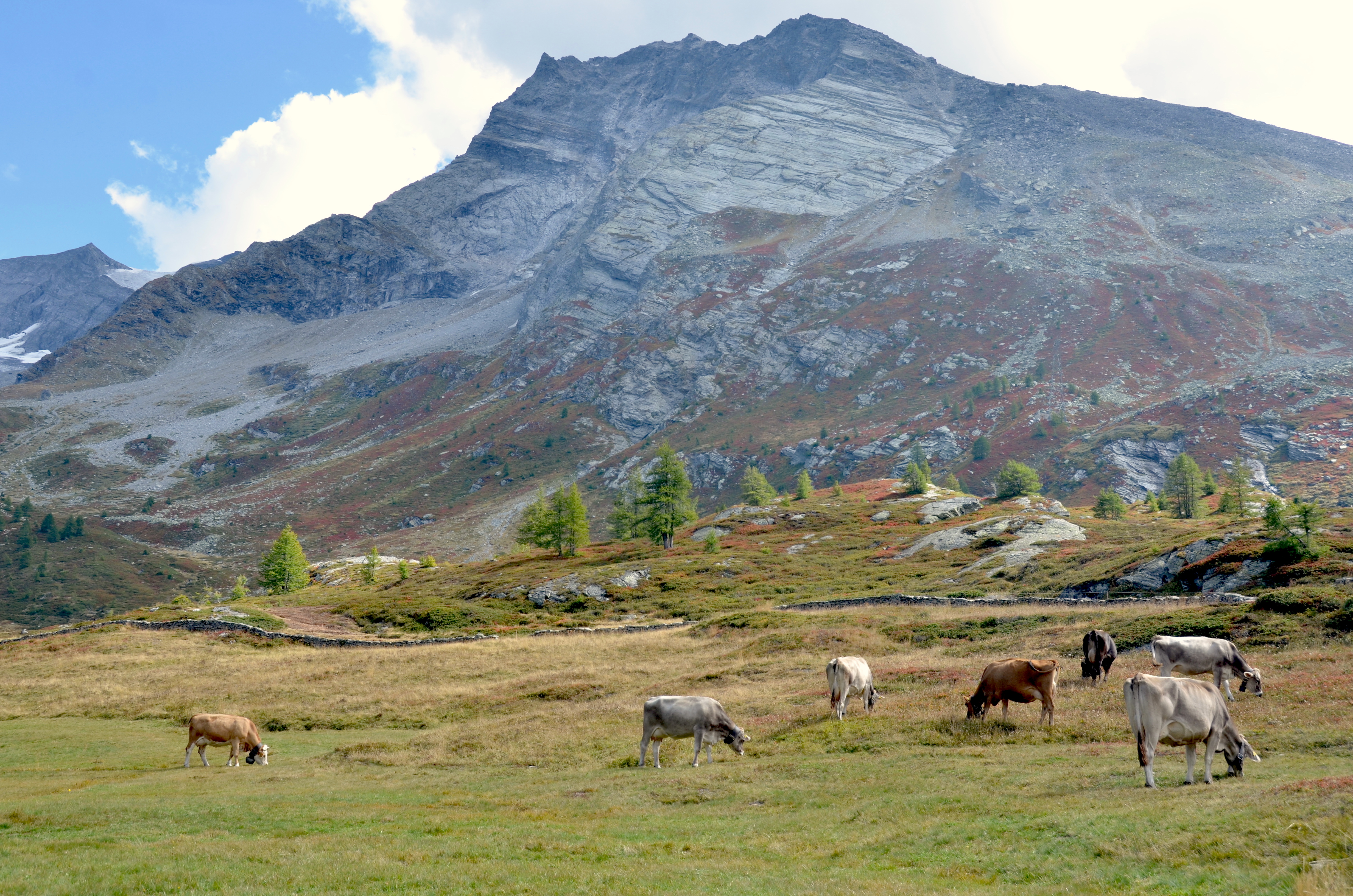
Vaches laitières Braunvieh en estive au col du Simplon (Suisse)

Cet article court présente un sujet plus développé dans : Lait.
L'élevage laitier est un ensemble d'activités d'élevage visant à produire du lait, pour l'essentiel à partir d'un élevage bovin (vache et bufflonne), mais aussi d'un élevage ovin (brebis), d'un élevage caprin (chèvre),  d'un élevage équin (jument, ânesse) ou encore de chamelle, destiné principalement aux besoins alimentaires humains après transformation ou non.
Lorsque le lait de ces mêmes élevages est réservé à l'alimentation des petits, on parle d'élevage allaitant.

## Trois grands systèmes de production
Selon l'INRAE l’élevage laitier peut être décrit selon trois grands systèmes de production en fonction du mode d’alimentation des animaux :

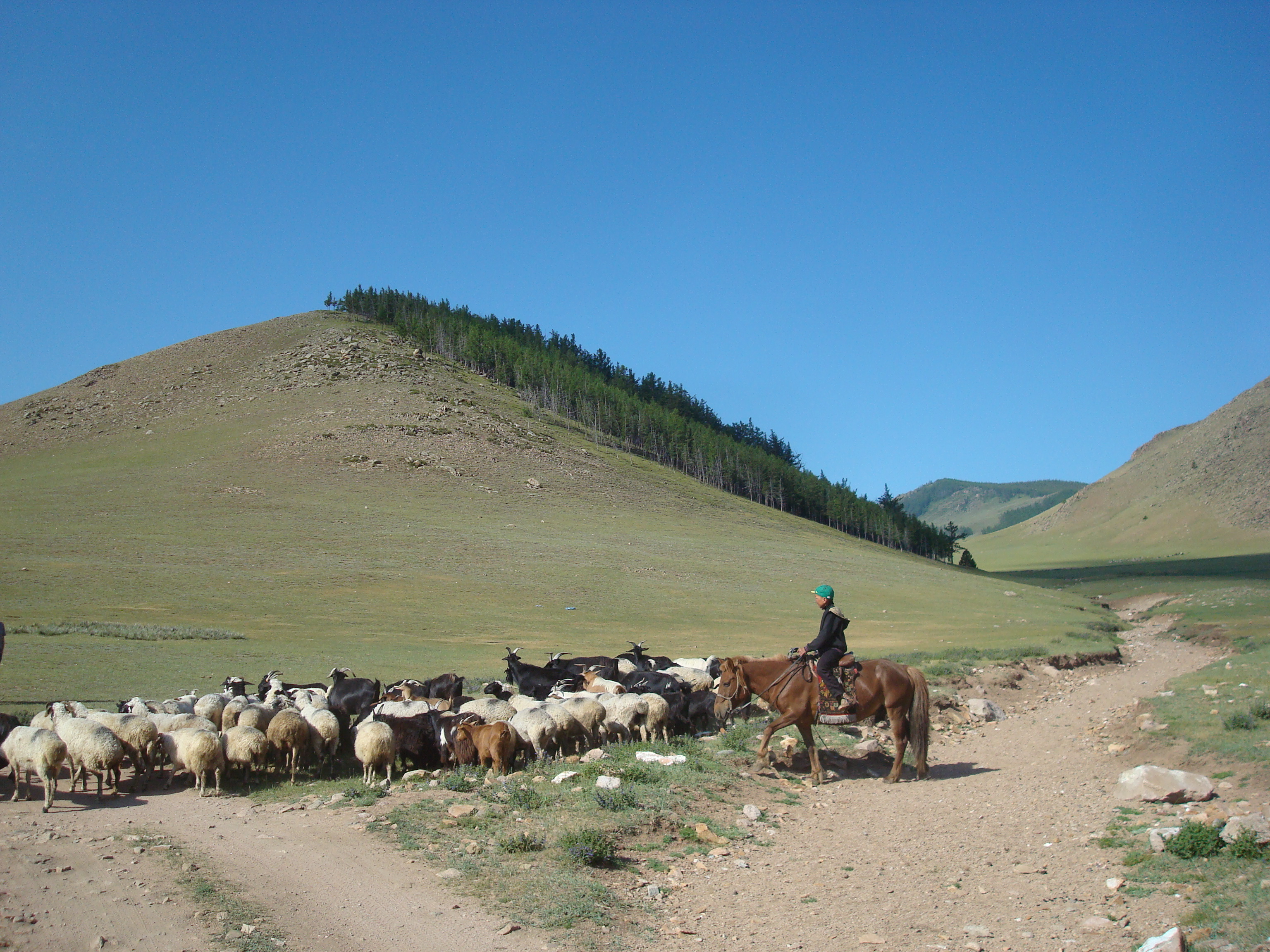
Pastoralisme en Mongolie en 2014. Chèvres et moutons.

- Pastoralisme en Mongolie en 2014. Chèvres et moutons.Le pastoralisme qui représente environ 9% du volume de lait produit dans le monde, en 2014. Caractérisé par une alimentation composée de 90% d’herbe pâturée et fauchée (coupée). Il est souvent présent dans des zones peu favorables aux cultures comme le domaine montagneux. Les saisons déterminent les déplacements du bétail afin de laisser à la végétation le temps de repousser.
- L’élevage mixte considéré comme un système correspondant à la norme mondiale. Ce système d’élevage consiste à associer dans la ration l’herbe avec des cultures, principalement des céréales et des Fabaceae. Le fumier de ce système est recyclé comme engrais naturel pour la production céréalière ou les cultures fourragères. De l'aliment concentré est rajouté aux fourrages afin d’augmenter la production laitière. Ce système est présent dans toutes les zones.
- L'élevage industriel dont fait partie l'élevage hors-sol et qui représente 10% du volume total dans le monde. Ces élevages utilisent de l’alimentation à base de concentré et de fourrage. Ces élevages ont pour but de produire beaucoup dans un espace restreint avec des moyens considérables (aménagement foncier, mécanisation, transformation) . Les feed-lots laitiers des États-Unis en sont des exemples[3].